# Cerenzia
Cerenzia község (comune) Calabria régiójában, Crotone megyében.

## Fekvése
A település a Sila Nemzeti Park területén fekszik, a megye nyugati részén. Határai: Caccuri és Castelsilano.

## Története
A település első említése 1090-ből származik, de területét már az ókorban lakták. Elődjét valószínűleg az enotrik alapították. 

## Népessége
A népesség számának alakulása:

## Főbb látnivalói
- Palazzo Benincasa - 19. századi nemesi palota
- San Teodoro-templom - 18. században épült
- San Teodoro Martire Nuova-templom